# یواس‌اس ویلد گوس دوم (اس‌پی-۸۹۱)
یواس‌اس ویلد گوس دوم (اس‌پی-۸۹۱) (به انگلیسی: USS Wild Goose II (SP-891)) یک کشتی است که طول آن ۳۳ فوت ۶ اینچ (۱۰٫۲۱ متر) می‌باشد.